# Faustinopolis
Faustinopolis war eine antike Stadt in der kleinasiatischen Landschaft Kappadokien beim heutigen Başmakçı im Landkreis Ulukışla der türkischen Provinz Niğde. Sie lag am Fuß des Taurusgebirges an der Straße von Tyana zur Kilikischen Pforte.
Die Stadt ging zurück auf ein Dorf namens Halala. Zur Stadt mit dem Rang einer römischen Colonia wurde es unter Mark Aurel erhoben, dessen Frau Faustina dort im Jahr 176 gestorben war. Ein dort Faustina geweihter Tempel wurde später auf Elagabal umgewidmet. In der Spätantike gehörte Faustinopolis zur Provinz Cappadocia Secunda. Es war Sitz eines Bischofs; auf das Bistum geht das Titularbistum Faustinopolis der römisch-katholischen Kirche zurück.
Von Tyana, dem heutigen Kemerhisar, führte eine antike Straße über Faustinopolis zur Kilikischen Pforte. Die Lokalisierung von Faustinopolis gelang mit Hilfe einer Inschrift aus der Zeit Gordians III. Zu den Ruinen der Stadt gehört eine Akropolis.